# Acroechinoidea
Els acroequinoides (Acroechinoidea) són una infraclasse d'equinoïdeus de la subclasse Euechinoidea. Aquest grup va aparèixer al final del Triàsic, i encara inclou moltes espècies abundants en l'actualitat, principalment de l'ordre de la Diadematoida. Es considera que aquest grup és un dels més basals entre els eriçons de mar regulars, propers als equinoturioides.

## Característiques
Aquest clade inclou eriçons de mar globulars i regulars amb la boca centrada a la part inferior i l'anus oposat, a la part superior. Tenen cinc (de vegades menys) parells de plaques ambulacrals al voltant del peristoma i una closca suturada en lloc d'imbricades.

## Classificació
La infraclasse Acroechinoidea inclou quatre ordres, cadascun dels quals només conté una família actual:
- Ordre Aspidodiadematoida Kroh & Smith, 2010
- Ordre Diadematoida Duncan, 1889
- Ordre Micropygoida Kroh & Smith, 2010
- Ordre Pedinoida Mortensen, 1939

## Galeria

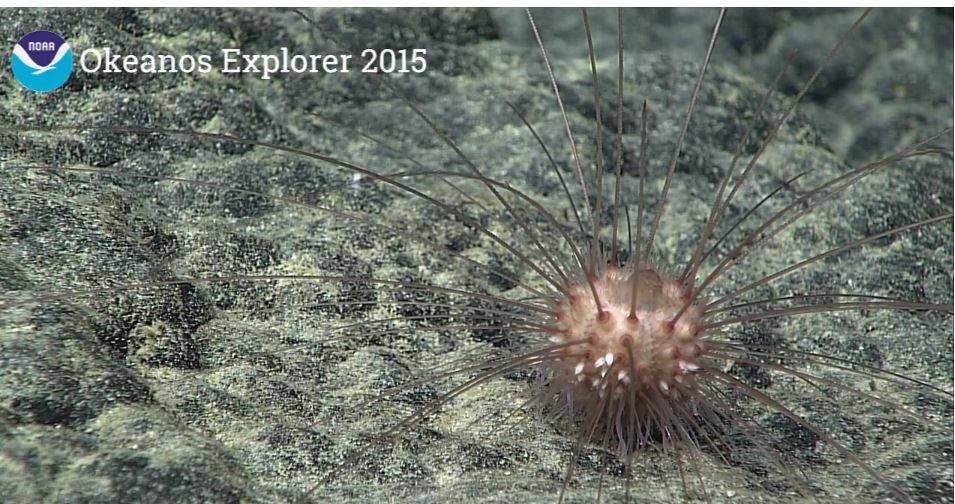
Aspidodiadema hawaiiensis (Aspidodiadematoida)
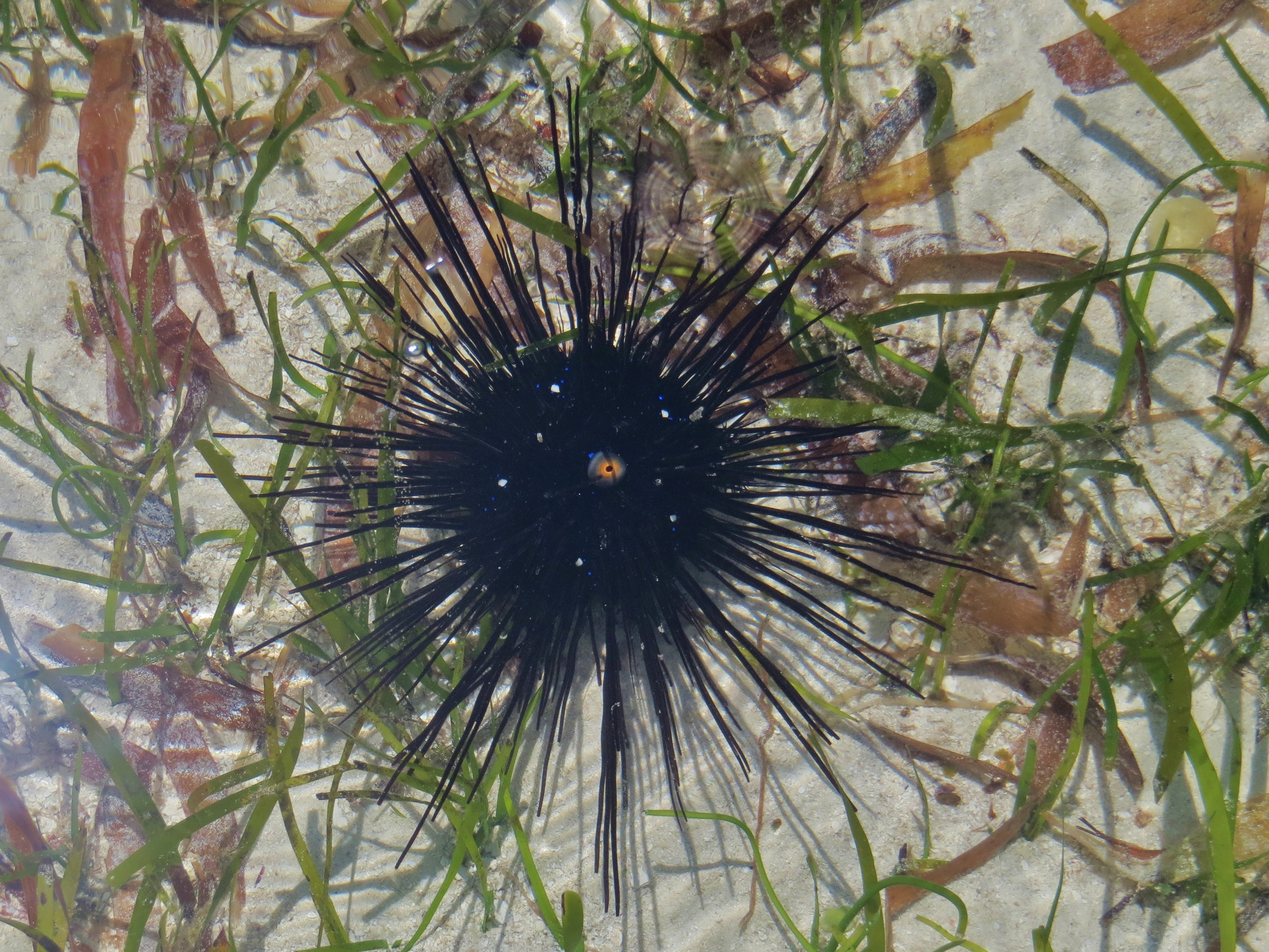
Diadema setosum (Diadematoida)
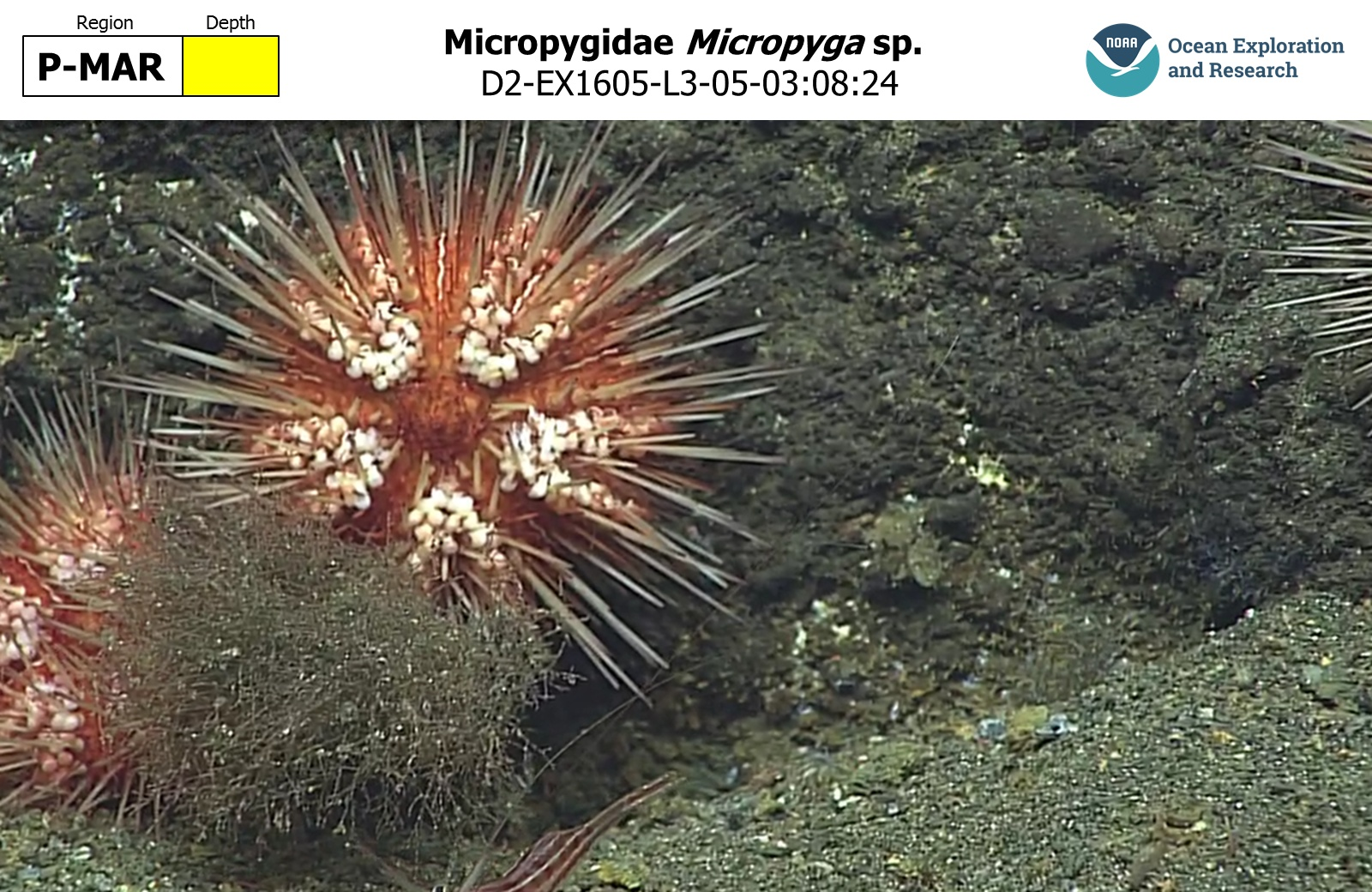
Micropyga sp. (Micropygoida)
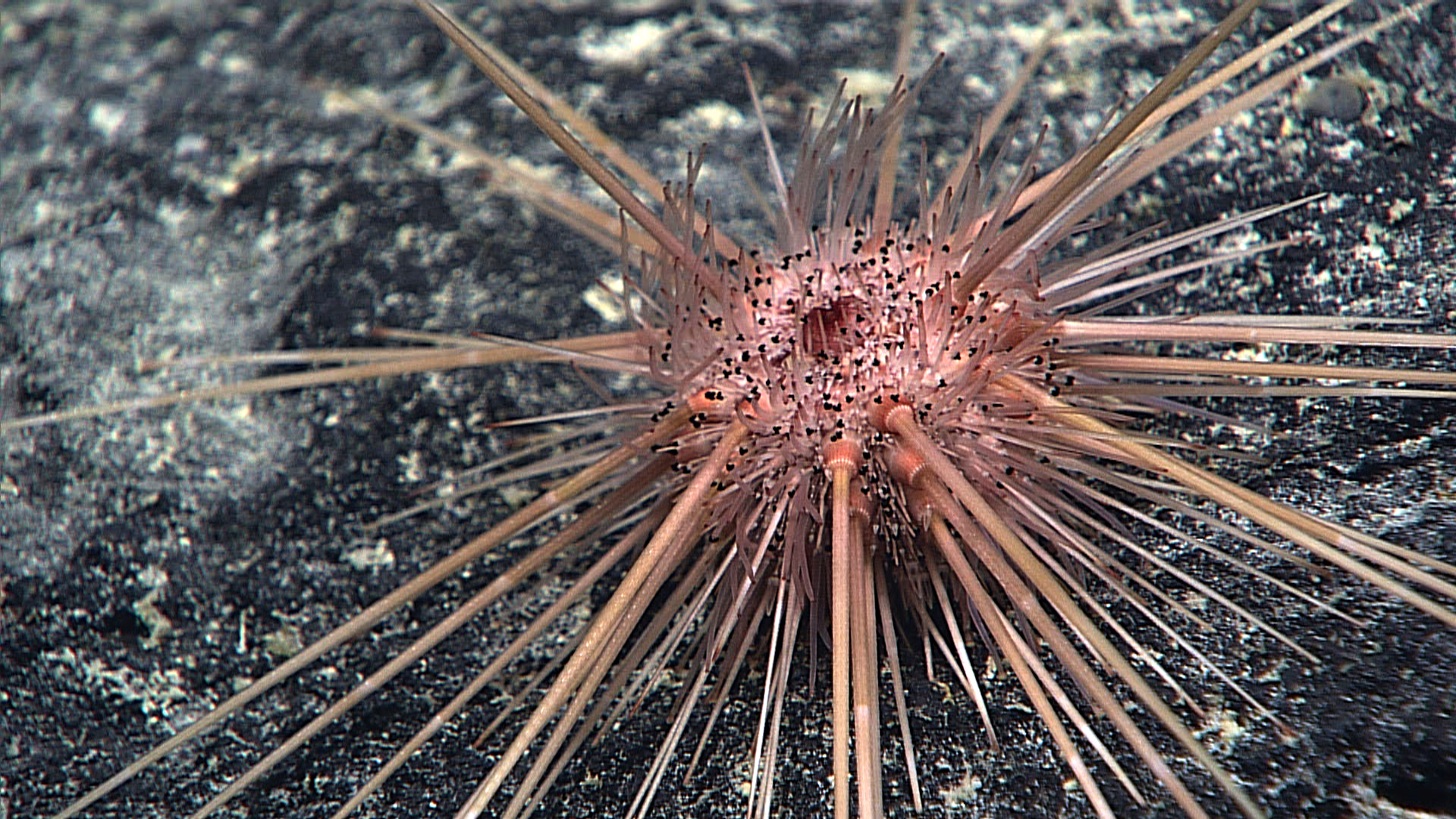
Caenopedina hawaiiensis (Pedinoida)